# Кановское сельское поселение
Кановское се́льское поселе́ние — муниципальное образование в составе Старополтавского района Волгоградской области.
Административный центр — село Кано.

## История
Кановское сельское поселение образовано 17 января 2005 года в соответствии с Законом Волгоградской области № 991-ОД.

## Население
| 2010 | 2012 | 2013 | 2014 | 2015 | 2016 | 2017 |
| ---- | ---- | ---- | ---- | ---- | ---- | ---- |
| 963  | ↘941 | ↘919 | ↘893 | ↗911 | ↘893 | ↘878 |
| 2018 | 2019 | 2020 | 2021 |      |      |      |
| ↘875 | ↘859 | ↗868 | ↘854 |      |      |      |

## Состав сельского поселения
| № | Населённый пункт | Тип населённого пункта       | Население |
| - | ---------------- | ---------------------------- | --------- |
| 1 | Верхний Еруслан  | село                         | 511       |
| 2 | Кано             | село, административный центр | ↘407      |
| 3 | Суетиновка       | село                         | 45        |